# Мокрицкий, Аполлон Николаевич
Аполло́н Никола́евич Мокри́цкий (1810—1870) — русский живописец и педагог, представитель романтического академизма, портретист; ученик Алексея Венецианова и Карла Брюллова, автор воспоминаний о них и их окружении. Академик Императорской Академии художеств (с 1849).

## Биография
Сын почтмейстера; родился 12 августа 1810 года в Пирятине (Полтавская губерния). В 1819—1824 годах воспитывался в Полтавском доме для детей бедных дворян, затем учился в Нежинской гимназии высших наук князя Безбородко (выпуск 1830 года) — школьный товарищ Н. В. Гоголя, Н. В. Кукольника и А. С. Данилевского.
С 1831 года стал вольнослушателем Императорской Академии художеств в Санкт-Петербурге. С 1832 года до середины 1830-х годов учился живописи у А. Г. Венецианова. Затем, был принят в академию, где стал учеником К. П. Брюллова (1836—1839) и вскоре принял яркую романтико-академическую манеру последнего с чертами внешней эффектности и натурализма.
Во время учёбы он был отмечен медалями Академии художеств: малая серебряная медаль (1835) за «Портрет г-жи Пузино», малая серебряная (1836), большая серебряная (1838) за картину «Святой Себастьян» и «Портрет академика Эпингера», малая золотая медаль (1839) за картину «Римлянка, кормящая грудью отца в темнице» и звание свободного художника. Получил (1846) двухгодичное содержание от казны на пребывание за границей.
Принимал активное участие в выкупе Тараса Шевченко из крепостного состояния.
В 1841—1849 годах совершил поездку в Италию. После возвращения на родину А. Н. Мокрицкий написал портрет митрополита Новгородского и Санкт-Петербургского Никанора (1849), за который получил звание академика.
С 1851 года — преподаватель Московского училища живописи и ваяния. Среди его известных учеников: К. Е. Маковский, В. Г. Перов, И. И. Шишкин, И. М. Прянишников. Курс эстетики, который читал А. Н. Мокрицкий в двух училищах Москвы (живописи и ваяния и Строгановском), посещали многие живописцы и любители.
Умер в Москве 8 марта 1870 года.

## Творчество
Умелый художник-портретист, писал также пейзажи, пользовался большой популярностью, получал много заказов. Его итальянские портреты и пейзажи охотно раскупались, становясь со временем экспонатами многих музеев России.
Портретное творчество Мокрицкого являет собой пример отображения представлений и тенденций, характерных для художников сентиментально-романтического направления. В то же время творчество его интересно тем, что в нём нашли своё место и черты реализма. Вместе с тем Мокрицкий — один из многих художников XIX века, творческое формирование которого в большой мере попало под влияние школы академического официального искусства. Лучшими в творческом наследии художника является галерея портретов его современников Гоголя, Гребинки, Кольцова, Кукольника.
Оставил ценные мемуары — «Дневник художника А. Н. Мокрицкого». Как художник-романтик поэтизировал передовых людей своей эпохи: парный «Портрет врача П. Пузино и его жены» (1835), портреты Н. В. Гоголя, Е. П. Гребёнки (1840), А. В. Кольцова, «Портрет жены» (1835), «Автопортрет» (1840) и др.

## Галерея

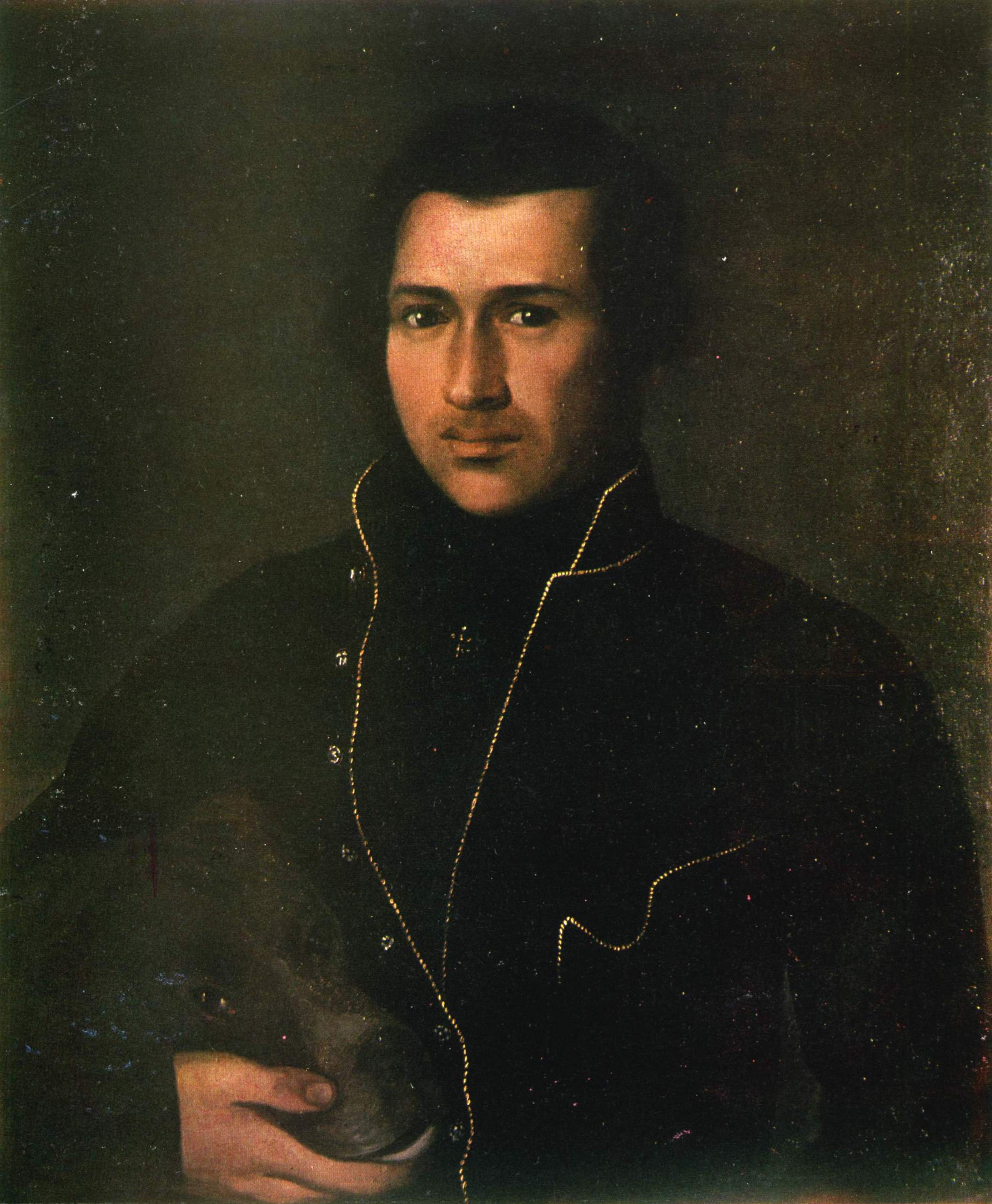
Евгений Павлович Гребёнка (1833)
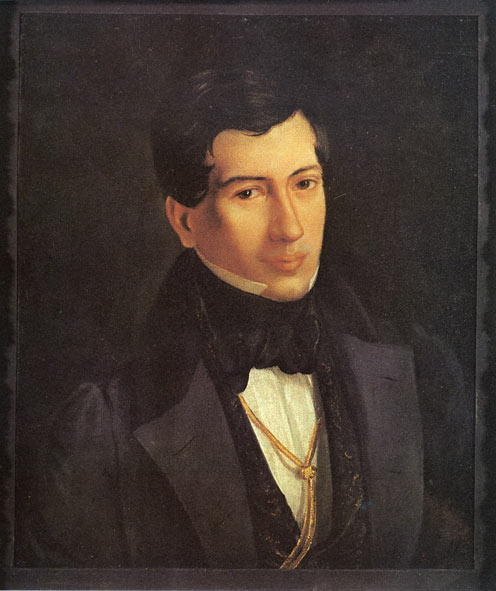
Нестор Васильевич Кукольник
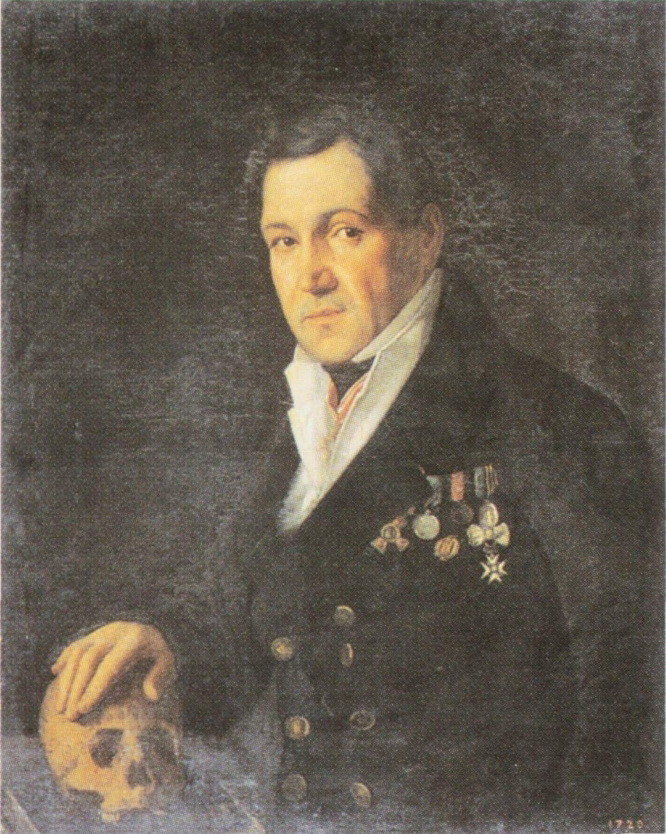
Поликарп Иванович Пузино (1835)
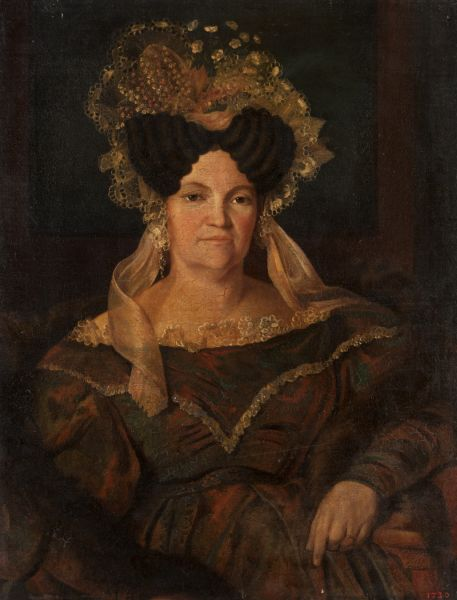
Екатерина Ивановна Пузино (1835)
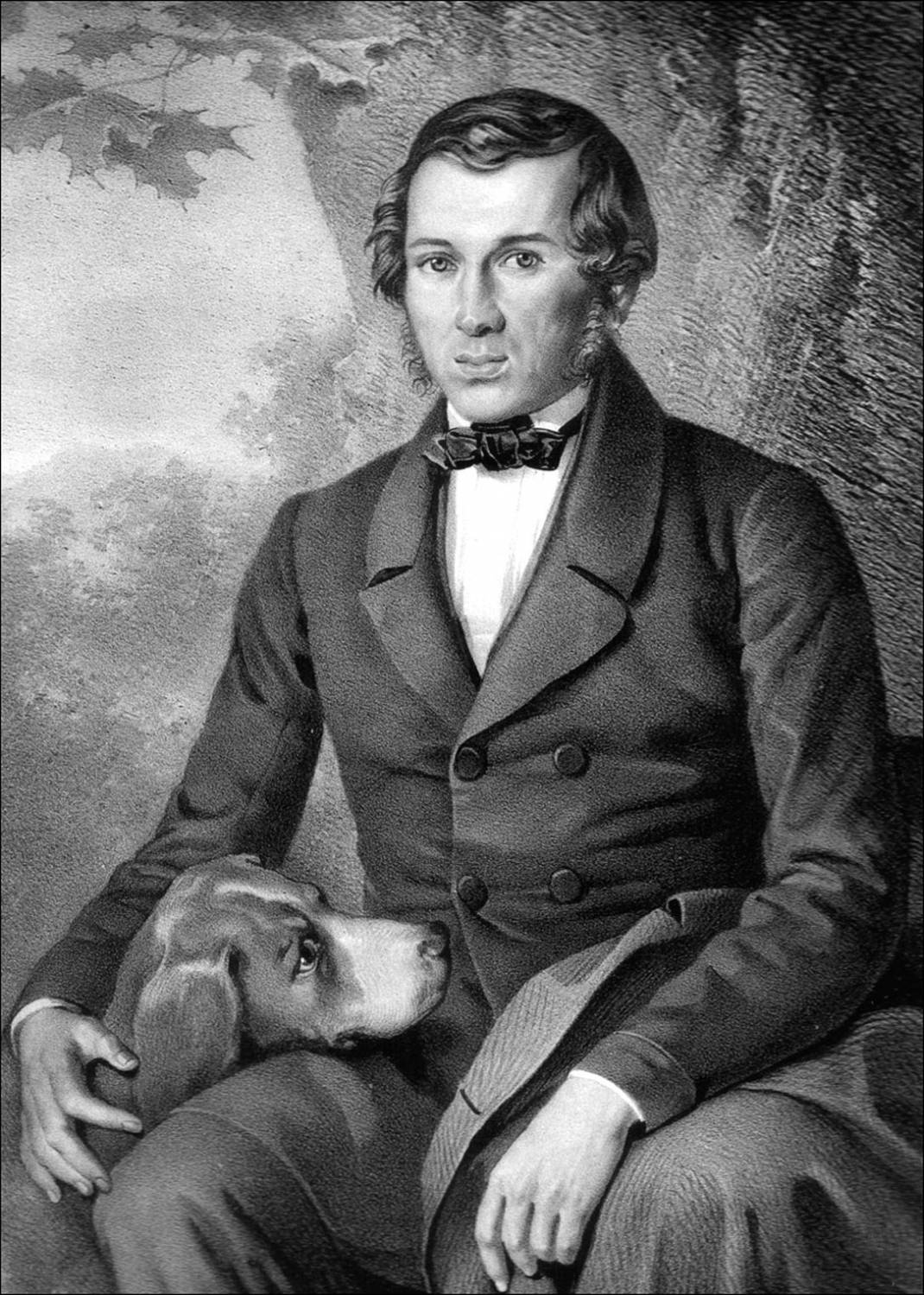
Евгений Павлович Гребёнка (1840)
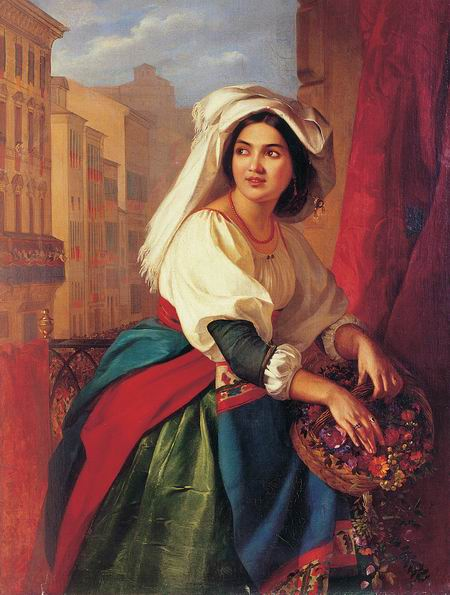
Девушка на карнавале (Мария Джиолли) (1840—1845)
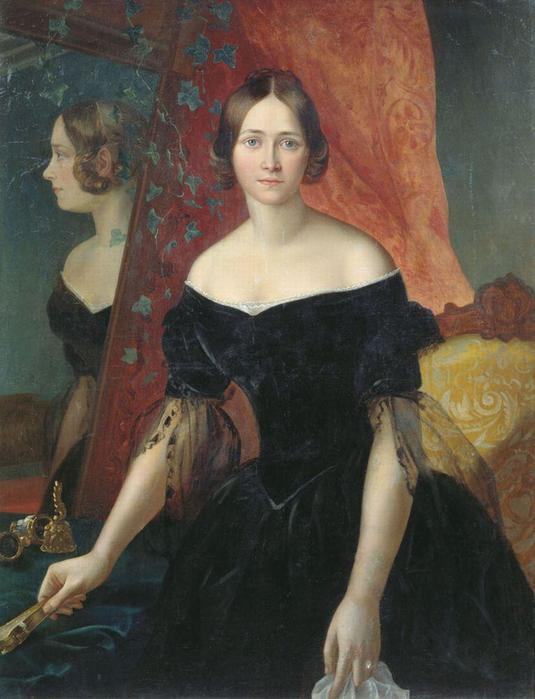
Женский портрет (1841)
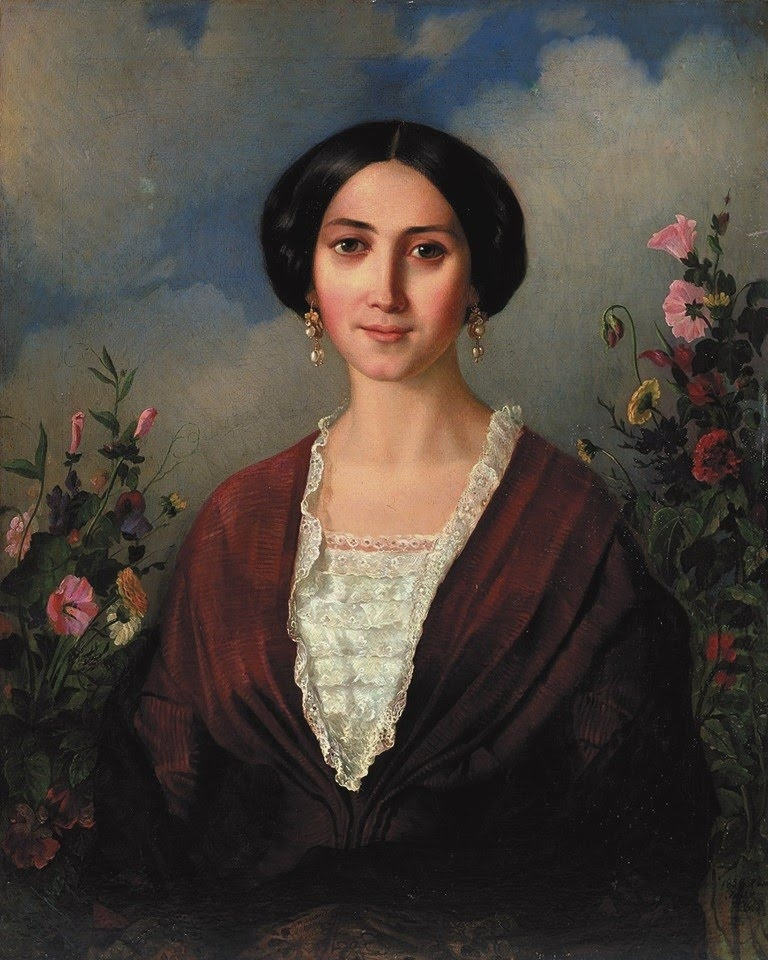
Портрет жены (1835)

## Публикации текстов
- Мокрицкий А. Н. Дневник художника Аполлона Николаевича Мокрицкого / [Сост., авт. вступ. статьи, с. 5–23, и примеч. Н. Л. Приймак]. — М. : Изобразительное искусство, 1975. — 271 с., 24 л. ил. — 20 000 экз. — OCLC 3148855.